# Escritura de guiones

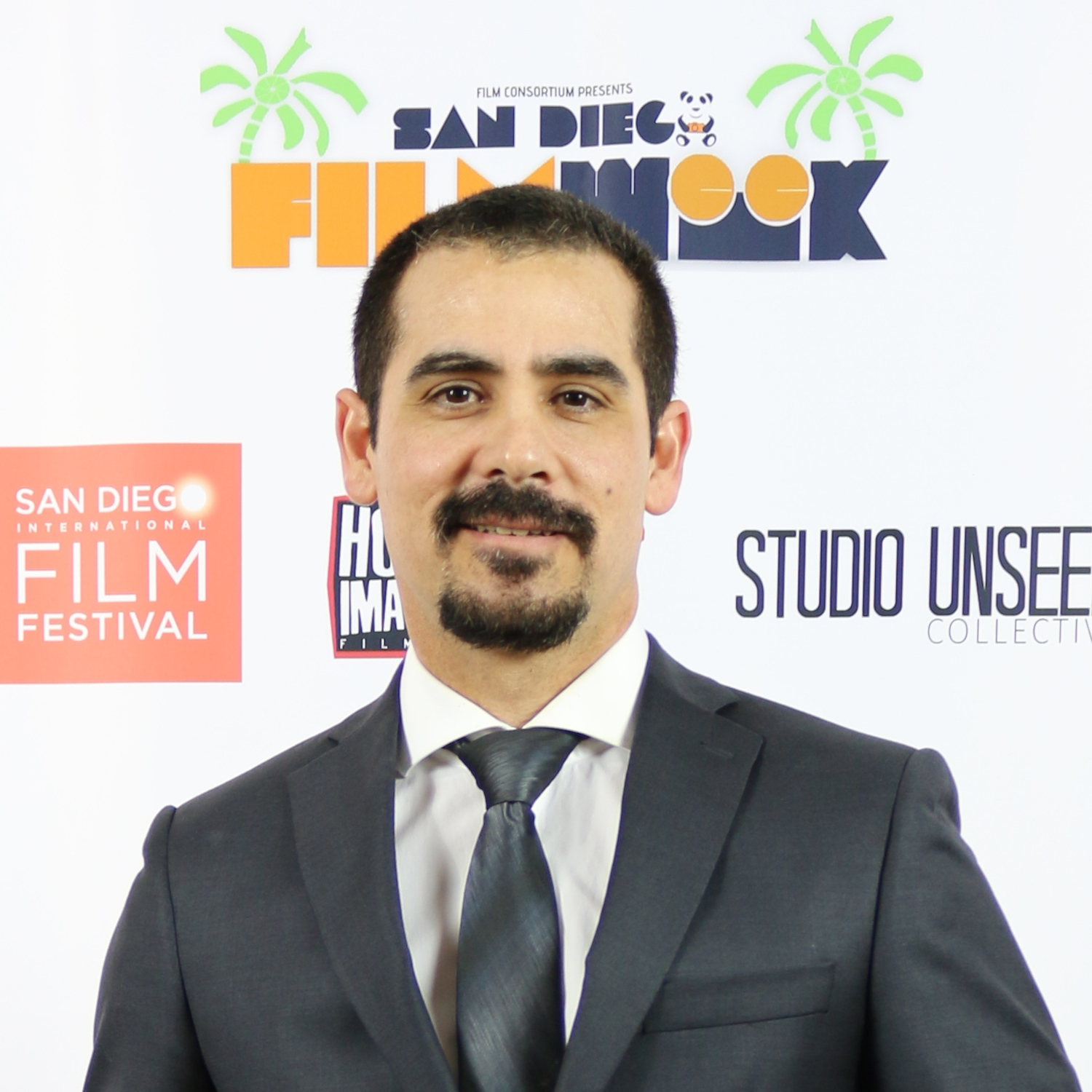
Tony Olmos posa para una foto en Little Italy para la San Diego Film Week 2017

La escritura de guiones, también llamada guionización o guionismo, es el arte y oficio de redactar guiones para los medios de comunicación tanto como películas, producciones de televisión o videojuegos. Normalmente es una profesión autónoma. 
Los guionistas son responsables de investigar la historia, desarrollar la narrativa, escribir el guion y entregarlo a los ejecutivos en el formato que se exige, por lo tanto, tienen una gran influencia sobre la dirección creativa y el impacto emocional del guion y podría decirse, que en toda la película. Así pues, crean ideas propias para enseñárselas a productores con la esperanza de que las consideren o las compren o bien son los productores quienes encargan a los guionistas elaborar un guion desde un concepto, historia real, trabajo de pantalla o literario ya existente, como una novela, un poema, una obra de teatro, un cómic o un relato corto.

## Tipos
El acto de escribir guiones toma muchas formas en la industria del entretenimiento. A menudo, varios escritores trabajan en el mismo guion en diferentes fases del desarrollo desempeñando diferentes tareas. En el transcurso de una carrera exitosa, un guionista puede ser contratado para escribir una amplia variedad de roles. 
Algunas de las formas más comunes en el trabajo de escritura de guiones son las siguientes:

### Guion especulativo (guionspec)
Estos son guiones para largometrajes o programas de televisión escritos desde la especulación, sin el encargo de un estudio cinematográfico, una productora o una cadena de televisión los hayan encargado. Generalmente el guionista se inventa en exclusiva el contenido, aunque los guiones spec. también pueden basarse en obras ya establecidas, o personas y sucesos reales. Son una herramienta de ventas en Hollywood. La gran mayoría de guiones escritos cada año son spec., pero solo un pequeño porcentaje consigue llegar a la pantalla. En definitiva, un guion spec. es totalmente original aunque también puede ser una adaptación.
En la escritura para televisión, estos guiones son una adaptación para la televisión, escritos para demostrar que conoce el programa y es capaz de seguir su estilo y características. El escritor presenta su guion técnico a los productores del programa, con la esperanza de conseguir un contrato para escribir futuros episodios de la serie. Los guionistas en ciernes que intentan entrar en el negocio, por lo general comienzan escribiendo una o más de guiones spec.
Aunque estos guiones son una parte de la carrera de cualquier escritor, el Sindicato de Guionistas de Estados Unidos prohíbe a los miembros escribir “sobre especulación”. La distinción es que un “guion spec.” se escribe como una muestra propia del escritor; lo que está prohibido es escribir un guion para un productor específico sin un contrato. Además de escribir estos guiones, por lo general no se recomienda escribir ángulos de cámara u otra terminología direccional, ya que son propensos a ser ignorados. El director puede escribir un guion él mismo, uno que oriente al equipo en lo que debe hacer para llevar a cabo la visión del director sobre cómo sería el guion. Además, podrá solicitar al escritor original poder coescribir con él, o volver a escribir un guion que satisfaga tanto al director como al productor de la película/programa de televisión.

#### Guion por encargo
Un guion por encargo está escrito por un escritor contratado. El concepto, generalmente se desarrolla mucho antes de que se contrate al guionista y, a menudo tiene varios escritores trabajando en él antes de que se dé luz verde al guion. 

#### Características de los guiones por encargo
Los guiones por encargo se crean bajo contrato con un estudio, una compañía productora o un productor. En la escritura de guiones, estas son las tareas más comunes que se buscan. Un guionista puede conseguir un encargo exclusivo o “abiertos”. Quien lo desee, puede dirigirse al guionista y recibir un encargo.
Estos guiones generalmente son adaptaciones de una idea existente o propiedad de la empresa de contratación, pero también pueden ser trabajos originales basados en un concepto creado por el escritor o productor.

### Reescritura y modificación de guiones
La mayoría de producciones se reescriben en cierta medida durante el proceso de desarrollo. Con frecuencia, no se las reescriben por el escritor original del guion. Muchos guionistas con experiencia, así como nuevos escritores cuyo proyecto es prometedor, pero carece de comerciabilidad, se ganan la vida reescribiendo secuencias de guiones.
Cuando el argumento principal o los personajes de un guion son buenos, pero el guion como tal es inservible, se contrata un nuevo escritor o equipo de escritores para hacer un proyecto totalmente nuevo, al que a menudo nos referimos como “reescritura desde la página uno”. Cuando solo se encuentran pequeños problemas, como diálogos mal estructurados o un humor pobre, se contrata un escritor para “pulir” o “perfeccionar”.
Según cuanto hayan contribuido los nuevos guionistas, su nombre aparecerá en los créditos o no. Por ejemplo, en la industria cinematográfica estadounidense, solo se reconoce a los segundos escritores si se ha cambiado sustancialmente un 50 % del guion o más. Estas normas pueden hacer que sea complicado establecer la identidad y el número de guionistas que ha contribuido a la creación de una película.
Cuando se pide a un guionista consolidado que reescriba partes de un guion durante el proceso de desarrollo, a estos escritores se les conoce como script doctors. Entre los médicos del guion más destacados encontramos a Steven Zaillian, William Goldman, Robert Towne, Mort Nathan, Quentin Tarantino y Peter Russell. Muchos guionistas prometedores trabajan como escritores fantasma.

#### Guiones de televisión
Los guionistas autónomos de televisión normalmente usan guiones especulativos o su reconocimiento y reputación para obtener un contrato para escribir uno o más episodios de un programa de televisión ya existente. Después de presentar un episodio, es posible que necesite una reescritura o ser perfeccionado.
Los escritores de plantilla de un programa de televisión generalmente trabajan desde casa, escribiendo y reescribiendo episodios. Los escritores de plantilla —a menudo conocidos como editores o productores— trabajan los guiones de los episodios tanto en grupo como individualmente para mantener la tónica de la serie o programa, así como el estilo, los personajes y el argumento.
Los creadores de programas de televisión escriben el episodio piloto y la biblia de las series. Son responsables de la creación y gestión de todos los aspectos de los personajes de una serie, el estilo y el argumento. A menudo, los autores son los responsables de las decisiones creativas en el día a día de la serie ejerciendo de showrunner, escritor principal, o editor de la historia.

#### Escribir para series diarias
El proceso de escritura para seriales televisivos o telenovelas es diferente al que se usa para los programas que se emiten en horario de máxima audiencia, debido en parte a la necesidad de producir nuevos episodios cinco días a la semana durante varios meses. Según un ejemplo citado por Jane Espenson, la escritura es una “especie de sistema de tres niveles”.
Unos cuantos escritores principales crean los arcos narrativos. Escritores de nivel medio trabajan con ellos para convertir esos pilares en cosas que se parecen mucho a los esquemas de los episodios habituales, y una serie de escritores por debajo de estos, (que ni siquiera tienen que ser residentes en Los Ángeles), cogen ese esquema y generan rápidamente el diálogo mientras se mantienen fieles al planteamiento original.
Espenson señala que una tendencia reciente es eliminar el papel de los escritores de nivel medio, dejando el trabajo de crear el esquema inicial a los escritores principales y dando a los otros escritores algo más de libertad. En cualquier caso, cuando los guiones terminados se envían de nuevo a los escritores principales, estos hacen una ronda final de reescritura. También señala que un programa que se emite todos los días, con personajes que tienen décadas de historia detrás de sus voces, requieren un personal sin la manera de ser característica que a veces puede estar presente en las series de horario de máxima audiencia.

#### Escritura de guiones para concursos
Los concursos se caracterizan por los concursantes en directo, pero aun así utilizan un equipo de guionistas como parte de un formato específico. Esto puede incluir la lista de preguntas o incluso frases o diálogo específico por parte del presentador. Puede que los escritores no se encarguen del diálogo usado por los concursantes, pero trabajan con los productores para crear las acciones, las situaciones y la secuencia de eventos que apoyan el concepto del programa.

### Escritura de guiones para videojuegos
Con el continuo desarrollo y la creciente complejidad de los videojuegos, se encuentran muchas oportunidades de empleo para los guionistas en el campo del diseño de videojuegos. Los escritores de videojuegos trabajan en estrecha colaboración con los demás diseñadores del juego para crear los personajes, las situaciones y el diálogo.

## Teorías sobre la escritura de un guion
Fundamentalmente, el guion es una forma literaria única. Es como una partitura musical, ya que está destinado a ser interpretado en función de los resultados de otros artistas, en lugar de servir como un producto terminado para la diversión de su público. Por esta razón, un guion se escribe usando la jerga técnica y tirante, se evita la prosa al describir acotaciones. A diferencia de una novela o un cuento, un guion se centra en la descripción de los aspectos literales, visuales de la historia, más que en los pensamientos internos de sus personajes. En la escritura de guiones, el objetivo es evocar esos pensamientos y emociones a través del subtexto, de la acción y del simbolismo.
Varias teorías principales sobre escribir guiones ayudan a los escritores a acercarlos al guion de la sistematización de la estructura, objetivos y técnicas de escritura de un guion. Los tipos de teorías más comunes son estructurales. El guionista William Goldman es ampliamente citado diciendo "Los guiones son la estructura".

### Estructura de los tres actos
Los tres actos son de configuración (del lugar y de los personajes), la confrontación (con un obstáculo), y la resolución (que culmina en un clímax y un desenlace). Por lo general, en una película de dos horas, tanto el primer como el tercer acto suelen durar alrededor de 30 minutos, el acto central que dura aproximadamente una hora, pero hoy en día muchas películas empiezan desde el punto de confrontación y luego va al acto de configuración o incluso podrían empezar por el último acto y luego ir de nuevo al principio.
En Escribiendo un drama, el escritor y director francés Yves Lavandier muestra un enfoque ligeramente diferente. Tal como hacen la mayoría de los teóricos, sostiene que toda acción humana, ya sea ficticia o real, contiene tres partes lógicas: antes de la acción, durante la acción, y después de la acción. Pero dado que el clímax es parte de la acción, Yves Lavandier sostiene que el segundo acto debe incluir el clímax, lo que lo convierte el tercer acto mucho más corto que se encuentra en la mayoría de las teorías de escribir un guion.
Además de la estructura de tres actos, también es común el uso de una estructura de cuatro o cinco actos en un guion, aunque ciertos guiones pueden incluir hasta veinte actos separados.

### El viaje del héroe
El viaje del héroe, también conocido como el monomito, es una idea formulada por el mitólogo Joseph Campbell. El concepto central de la monomito es que un patrón se puede ver en las historias y los mitos a través de la historia. Campbell definió y explicó este patrón en su libro El héroe de las mil caras (1949).
La visión de Campbell era que los mitos importantes del mundo que han sobrevivido durante miles de años comparten una estructura fundamental. Esta estructura fundamental contiene un número de etapas, que incluyen:
1. una llamada a la aventura, que el héroe tiene que aceptar o rechazar,
2. un camino de ensayos, en la que el héroe tiene éxito o fracasa,
3. lograr el objetivo (o "bendición"), que a menudo resulta en el importante autoconocimiento,
4. una vuelta al mundo normal, que de nuevo el héroe puede tener éxito o fracasar, y
5. una aplicación de la ayuda, en el que el héroe puede utilizar lo que ha ganado para mejorar el mundo.

Más tarde, el guionista Christopher Vogler perfeccionó y amplió el viaje del héroe para la forma del guion en su libro, The Writer's Journey: Mythic Structure for Writers (1993).

### Paradigma de Syd Field
En su libro Screenplay Syd Field postuló una nueva teoría a la que llamó el Paradigma. Field se dio cuenta de que en un guion de 120 páginas, el Segundo acto era notoriamente aburrido, y también era el doble de la longitud de los actos Uno y Tres. También descubrió que un acontecimiento dramático importante se producía en el centro de la imagen, lo que implicaba para él que el acto central era en realidad dos actos en uno. Así que la estructura de los tres actos se leyó 1, 2a, 2b, 3, resultando en tres actos de Aristóteles divididos en cuatro pedazos.
Field también introdujo la idea del Plot Point o Punto de Giro a la teoría básica de la escritura de guiones. Los Plot Point son funciones estructurales muy importantes que ocurren aproximadamente a la misma altura del metraje de todas las películas de éxito, igual que pasa con los versos y los coros en las canciones populares. En libros posteriores, Field, e incluso algunos de sus alumnos como Viki King y Linda Seger han añadido nuevos puntos a la lista original de Plot Point. Aquí está la actual lista de los principales Plot Points que son congruentes con el Paradigma de Field.
Imagen de apertura: la primera imagen en el guion debe resumir toda la película, especialmente su tono. A menudo, los escritores vuelven y repiten esto como último paso antes de presentar el guion.
Exposición: proporciona diversa información al público acerca de la trama, las historias de los personajes, el escenario y el tema.
Provocar incidentes:  también llamado “el catalizador”; este es el punto de la historia en el que el protagonista se topa con el problema que va a cambiar su vida. Aquí es cuando al detective se le asigna el caso, cuando el Chico conoce a la Chica y donde el Héroe Cómico es despedido de su acomodado trabajo, lo que le obliga pasar cómicas circunstancias.
Trama Número 1: La Trama Número 1 es la última escena del Primer Acto y se trata de un desarrollo sorprendente que cambia radicalmente la vida del protagonista y le obliga a enfrentarse al oponente. En Star Wars, ocurre cuando el Imperio Galáctico asesina a la familia de Luke. No tiene adonde volver, así que se une a la Alianza Rebelde para combatir a Darth Vader.
Punto de enlace 1: Una escena recordatoria, aproximadamente a los 3/8 del guion (en la mitad del segundo acto), que saca el conflicto central de la obra, recordándonos el conflicto general. Por ejemplo, en Star Wars, el Punto de enlace 1 son los Stormtroopers que atacan al Halcón Milenario en Mos Eisley, recordándonos que el Imperio está siguiendo los planes robados de la Estrella de la Muerte que lleva R2-D2, Luke y Ben Kenobi.  Todos ellos tratan de llegar a la Alianza Rebelde (conflicto principal).
Punto medio: Una escena importante a mitad del guion es, a menudo, un golpe de suerte o revelación que cambia el sentido de la historia. Field sugiere que el trayecto de la historia hacia el punto medio mantenga el segundo acto en decadencia.
Punto de enlace 2: Otra escena recordatoria a los 5/8 del guion (a mitad del Segundo Acto) está ligada de alguna manera al punto de enlace 1, recordando a la audiencia el conflicto central. En Star Wars, el punto de enlace 2 son los Stormtroopers cuando se atacan a sí mismos a medida que rescatan a la princesa en la estrella de la muerte. Ambas escenas nos recuerdan la oposición del Imperio, y aprovechando el ataque de los Stormtrooper, el tópico literario unifica ambos puntos de enlace.
Trama número 2: Cambio dramático que finaliza el segundo acto y comienza con el tercero, el cual trata de la confrontación y de la resolución. A veces, la trama número 2 es el momento en el cual el héroe ya ha tenido suficiente e irá, finalmente, a enfrentarse al oponente. A veces, como en Toy Story, es el peor momento para el héroe y debe recuperarse para reducir las probabilidades en el tercer acto.
Enfrentamiento: A mitad del tercer acto, el protagonista se enfrentará al problema principal de la historia y, o bien los supera, o acaba de manera trágica.
Resolución: Los problemas de la historia se resuelven.
Nota: En el epílogo ata los cabos sueltos de la historia y resuelve las dudas a la audiencia. También se le conoce como desenlace. Generalmente, las películas de las últimas décadas han tenido desenlaces más largos que aquellas rodadas en los años 70 o anteriormente.

### El enfoque de la secuencia
El enfoque de secuencia para la escritura de guiones, conocido a veces como "estructura de las ocho secuencias," es un sistema que desarrolló Frank Danie mientras era el jefe del programa de guion de Posgrado en la USC. En parte, se basa en el hecho de que, en los primeros días del cine, asuntos técnicos obligaron a los guionistas a dividir sus historias en secuencias, cada una de la duración de un carrete de fotos (unos diez minutos).
La secuencia de aproximación imita este antiguo estilo: la historia se divide en ocho secuencias de 10 a 15 minutos; las secuencias son como "mini-películas", cada una con su propia estructura de tres actos comprimidos. Las dos primeras secuencias se combinan para formar el primer acto de la película; las siguientes cuatro crean el segundo acto de la película y las dos últimas secuencias completan la resolución y desenlace de la historia. La resolución de cada secuencia crea la situación que se establecerá la siguiente secuencia.

## Diálogo y descripción

### Imaginería
La imaginería o simbolismo se puede utilizar en muchas maneras metafóricas. En The Talented Mr. Ripley, el protagonista habló de querer abrir él mismo la puerta en algún momento, y luego, finalmente, lo hizo. La falacia patética también se utiliza con frecuencia; la lluvia expresa la depresión de un personaje, los días soleados promueven una sensación de felicidad y calma.
La imaginería se puede emplear para moverse entre las emociones de la audiencia y darles pistas sobre lo que está pasando.
La imaginería se define claramente en Ciudad de Dios. La secuencia de la imagen de apertura establece la tonalidad para la película entera. La película comienza con el brillo del filo de un cuchillo en una piedra puntiaguda. Se está preparando una bebida. Se muestra el filo del cuchillo otra vez, mientras que se dispara a un crío provocando que caiga el arnés a sus pies. Todo el simbolismo de "The One that got away". La película trata sobre la vida en las favelas de Río: ilustrada mediante la violencia, el juego y la ambición.

### Diálogo
El diálogo puede ser muy importante en la industria cinematográfica, ya que hay palabras no necesariamente escritas para explicar los personajes y el argumento: todo esto se debe explicar mediante el diálogo y la imaginería. En Bollywood y otras industrias cinematográficas de India emplean diferentes redactores además de los guionistas.

### Argumento
Cuando la historia es lo que contaríamos (narrativa): el argumento es sobre cómo se contaría la historia (narración). Este vocabulario no es indiscutible, a veces en las historias literarias y en las tramas se usa justo de la manera contraria.

## Enseñanza de la escritura de guiones
Varias universidades americanas ofrecen Máster en Bellas Artes y programas de estudios especializados en la escritura de guiones, donde se incluye la USC School of Cinematic Arts, la Universidad DePaul, el American Film Institute, la Universidad Loyola Marymount, la Chapman University, la NYU y la Universidad de las Artes. En Europa, Reino Unido tiene una gran variedad de cursos de redacción de guiones en los grados de Bellas Artes que se incluyen en el London College of Communication, la Universidad de Bournemouth, la Universidad de Edimburgo y la Universidad de Londres.
Algunas escuelas proporcionan sistema de grados como extraescolares de redacción de guiones tales como TheFilSchool, The International Film and Television School Fast Track y los http://writers.uclaextension.edu/ (enlace roto disponible en Internet Archive; véase el historial, la primera versión y la última). de la UCLA.
La Escuela de Cine de Nueva York ofrece tanto los sistemas de grado como los extraescolares gracias a los campus alrededor de todo el mundo.
Muchos guionistas optan por seguir la redacción de guiones de manera independiente gracias a recursos educativos gratuitos como ScreenCraft, NoFilmSchool, The Black List, John August y Craig Mazin's Scriptnotes podcast y Julie Gray’s Just Effing Entertain Me.

## Historia
Se cree que el primer guion fue de la película de 1902 Viaje a la luna. La película es muda, pero aun así el guion contiene descripciones específicas y líneas de acción que se parecen a un guion de los actuales. Una vez el tiempo pasó y las películas se hicieron más largas y complejas, la necesidad de redactar guiones se hizo muy importante en la industria cinematográfica. La introducción de los cines también impactó al desarrollo de los guiones, como el público empezó a ser más amplio y sofisticado, las historias debían ser igual. Una vez se estrenó la primera película sonara en 1927, la escritura de guiones consiguió una posición extremadamente importante en Hollywood. El sistema de estudios de los años 30 solo intensificaron esta importancia, ya que los jefes de los estudios deseaban productividad. Por consiguiente, tener el anteproyecto de la película con antelación se hizo extremadamente óptimo. Alrededor de los 70, se creó por primera vez el guion especulativo y la industria cambió para los escritores para siempre. Ahora, la escritura de guiones para la televisión (películas para televisión) se considera igual de difícil y competitivo de lo que es escribir para largometrajes.

## La escritura de guiones representada en películas
La redacción de guiones ha sido el centro de atención de varias películas como:
- Crashing Hollywood (1931): Un guionista colabora en un largometraje de gánsteres con un gánster real. Cuando éste se publica, a la mayoría no le gusta la precisión que adquiere.
- El crepúculo de los dioses (1950): William Holden representa a un guionista amateur obligado a colaborar en el guion de una película con una estrella de cine desesperada representada por Gloria Swanson.
- En un lugar solitario (1950):Humphrey Bogart es un guionista que ha perdido la inspiración y que se ve envuelto en un asesinato.
- Encuentro en París (1964): William Holden representa un guionista borracho que ha empleado varios meses yendo de fiesta y tiene tan solo dos días para finalizar su guion. Este contrata a Audrey Hepburn para que le ayude con su trabajo.
- Barton Fink (1991): John Turturro interpreta a un guionista inocente neoyorquino que acude a Hollywood con grandes esperanzas y ambiciones. Mientras se encuentra ahí, conoce a uno de sus ídolos; un reconocido escritor del pasado que se ha convertido en un guionista ebrio amateur (un personaje inspirado en William Faulkner).
- Gente de Sunset Boulevard (1992): En esta comedia, escrita por Barry Primus y J. F. Lawton, Robert Whul es un guionista / director que tiene integridad, visión y un guion serio, pero no tiene carrera. Martin Landau es un productor ruin que presenta a Robert De Niro, Danny Aiello y a Eli Wallach. Tres individuos dispuestos a invertir en la película aunque con una condición: cada uno quiere que su amante sea la estrella.
- The Player (1992): En esta sátira del mundo de Hollywood, Tim Robbins representa a un productor de cine que piensa que un guionista, cuyo guion fue rechazado, le está haciendo chantaje.
- Adaptation (2002): Nicolas Cage retrata a un guionista real, Charlie Kaufman (al igual que su hermano ficticio, Donald), y como Kaufman lucha por adaptar un libro esotérico (la obra real de Susan Orlean, El Ladrón de Orquídeas) en un guion lleno de acción para Hollywood.
- Dreams on Spec (2007): El único documental que deberían seguir aspirantes a guionistas cuando luchan por convertir guiones en películas. El filme también presenta rasgos como la sabiduría a partir de escritores consolidados como James L. Brooks, Nora Ephron, Carrie Fisher y Gary Ross.
- Seven Psychopaths (2012): En esta sátira, escrita y dirigida por Martin McDonagh, Colin Farrell representa el papel de un guionista que está luchando por acabar su guion Siete psicópatas, pero no cree que vaya a estar muy inspirado después de que su mejor amigo le haya robado un perro de raza Shih Tzu que pertenecía a un gánster violento.

## Protección de los derechos de autor

### Estados Unidos
En los Estados Unidos, es posible que algunos trabajos acabados se hayan registrado con derechos de autor, pero puede que las ideas y el argumento no. Cualquier documento escrito después de 1978 en EE. UU. se ha copiado automáticamente sin derechos de autor, incluso sin registrarlo o notificarlo de forma legal. Sin embargo, la Biblioteca del Congreso de EE. UU. registrará un guion formalmente. Los tribunales de los Estados Unidos no aceptarán una demanda que alegue que un acusado está infringiendo los derechos de autor del demandante en un trabajo hasta que el recurrente registre la reclamación de esos derechos de autor del demandante en la oficina de derechos de autor. Esto significa que el intento por parte del reclamante de remediar una violación de derechos se verá retrasada por el proceso de registro. Además, en muchos casos de infracción, el demandante no podrá recuperar los honorarios del abogado o recopilar las indemnizaciones legales por violación de derechos de autor, a no ser que antes de que el recurrente se hubiese inscrito antes de presentar la infracción. Para establecer la evidencia de que un guionista es el autor de un guion en particular (pero no relacionado con el estado legal de los derechos de autor de una obra), el Sindicato de Guionistas de Estados Unidos, registra los guiones. Sin embargo, ya que la función de este servicio es el mantenimiento de registros y no está regulado por la ley, existen una variedad de organizaciones comerciales y sin ánimo de lucro que también registran guiones. Puede que la protección de teleplays (películas para la televisión), formatos y guiones también se inscriba para asegurar la prueba de autoría por parte de proveedores de garantía de terceros como por ejemplo hace Creators Vault.
Hay una línea de precedentes en varios estados (incluyendo a California y Nueva York) que permite que se reclamen las “ideas de presentación” basadas en la idea de que la presentación de un guion (o incluso una simple parte de uno) a un estudio bajo conjuntos muy particulares de circunstancias fácticas, podría potencialmente dar lugar a un contrato implícito en forma de pago por las ideas que ese guion llevaba integradas, incluso si un supuesto trabajo derivado no infringe los derechos de autor del guion en realidad. El desafortunado efecto secundario de este tipo de precedentes (que se suponía que debían proteger a los guionistas) resulta que ahora es mucho más difícil entrar en el mundo de la escritura de guiones. Naturalmente las empresas de películas y producción televisiva respondieron categóricamente negándose a leer todos los guiones por escritores desconocidos que no estuviesen solicitados; solo aceptaban guiones enviados a través de canales oficiales como pueden serlo agentes de talento, gerentes y abogados, forzando así a los guionistas a firmar extensos comunicados legales antes de que aceptaran, leyeran o incluso llegasen a considerar sus guiones. A su vez, estos agentes, gerentes y abogados se han convertido en guardianes extremadamente poderosos en nombre de los principales estudios de cine y redes de medios de comunicación. Un indicador que muestra lo difícil que es entrar en el mundo de la escritura de guiones como consecuencia de una jurisprudencia tan mala, es que en 2008, Universal Studios resistió la construcción de un carril bici a lo largo del río Los Ángeles al lado de los estudios, ya que si no lo hacían, lo que conllevaría a un empeoramiento de los problemas con guionistas aficionados desesperados tirando copias de sus obras sobre las paredes del estudio.